# Tabitha van Krimpen
Tabitha van Krimpen (Woudenberg, 6 januari 1998) is bedrijfskundige en theoloog.

## Levensloop

### Studie
Van Krimpen groeide op in een Nederlands Hervormd gezin. Ze ging naar het vwo aan het Ichthus College in Veenendaal waar zij het profiel economie en maatschappij volgde. Hierna studeerde zij zowel bedrijfskunde als theologie aan de Radboud Universiteit in Nijmegen waar ze in 2020 cum laude afstudeerde. Tot slot studeerde zij theologie aan de Protestantse Theologische Universiteit en Vrije Universiteit van Amsterdam. Ze behaalde hier de master Leadership & Change Management.

### Loopbaan
Van Krimpen was na haar studie werkzaam in de Thomaskerk in Amsterdam Zuid waar zij actief was op het gebied van communicatie en programmering. Hierna werd ze junior redacteur bij de Evangelische Omroep op NPO Radio 1. 
In 2021 werd zij uitgeroepen tot jonge Theoloog des vaderlands, een ambassadeursrol om theologie en maatschappij te verbinden. Ze presenteerde de Theologie Podcast van Uitgeverij Kokboekencentrum en was tot maart 2025 trainee bestuurslid bij de Protestantse Kerk in Nederland. Ze werkt tot op heden als freelance columnist bij het Nederlands Dagblad. In juni 2023 verscheen haar publicatie Bottom-up kerk: zijn waar twintigers zijn.
Sinds november 2023 werkt ze als promovenda aan de Vrije Universiteit (afdeling Management & Organisatie) en Protestants Theologische Universiteit en doet ze onderzoek naar moreel leiderschap en morele moed. In het kader daarvan geeft ze ook onderwijs bij de bachelor Bedrijfskunde aan de VU. Regelmatig geeft ze landelijke lezingen over verschillende onderwerpen.

## Publicatie
- (2023) Bottom-up kerk: zijn waar twintigers zijn, KokBoekencentrum. ISBN 9789043539289